# 陈寒枫
陈寒枫（1944年—2022年1月3日），汉族和京族混血儿，中华人民共和国政治人物、第十一届全国政协委员。父洪水是越南人，中华人民共和国和越南民主共和国双料开国少将；母陈剑戈是中共党员。
加入中国共产党，担任全国人大华侨委员会法案室原主任。2008年，当选第十一届全国政协委员，代表特别邀请人士，分入第五十八组。并担任港澳台侨委员会专委。